# 克魯克德克里克鎮區 (明尼蘇達州休斯頓縣)
克魯克德克里克鎮區（英語：Crooked Creek Township）是位於美國明尼蘇達州休斯頓縣的一個行政鎮區。

## 地方資料
克魯克德克里克鎮區的面積為87.55平方千米，當中陸地面積為80.91平方千米，而水域面積為6.64平方千米。根據2020年美國人口普查的數據，當地共有人口252人，而人口密度為每平方千米2.88人。